# Bejeweled Blitz
Bejeweled Blitz er oprindeligt en Facebook-applikation, som er udviklet og udgivet af PopCap Games. Den udviklede sig hurtigt til at blive et spil til download.

## Gameplay
Målet i Bejeweled Blitz er at matche juveler for at få den højst mulige score på ét minut. Ved at knytte sig til Facebook kan spillerne dyste med andre for at få den højeste score.